# Lilla Håjen
Lilla Håjen är en sjö i Vansbro kommun i Dalarna och ingår i Dalälvens huvudavrinningsområde.